# Galegeeska
Galegeeska – rodzaj ssaka z podrodziny Macroscelidinae w obrębie rodziny ryjkonosowatych (Macroscelididae).

## Rozmieszczenie geograficzne
Rodzaj obejmuje gatunki występujące we wschodniej Afryce.

## Morfologia
Długość ciała (bez ogona) 102–199 mm, długość ogona 111–167 mm, długość ucha 22–39 mm, długość tylnej stopy 30–54 mm; masa ciała 47–70 g. Wzór zębowy: I {\displaystyle {\tfrac {3}{3}}} C {\displaystyle {\tfrac {1}{1}}} P {\displaystyle {\tfrac {4}{4}}} M {\displaystyle {\tfrac {2}{2}}} = 40. 

## Systematyka
Rodzaj zdefiniowała w 2020 roku amerykańsko-dżibutyjska para zoologów – Amerykanin Steven Heritage i Dżibutyjczyk Houssein Rayaleh – w artykule zatytułowanym Nowe zapisy zaginionego gatunku i rozszerzenie zasięgu geograficznego ryjoskczków na Półwyspie Somalijskim, opublikowanym w czasopiśmie „PeerJ”. Gatunkiem typowym jest (oryginalne oznaczenie) ryjoskoczek somalijski (G. revoili). 

### Etymologia
Galegeeska: gr. γαλεη galeē lub γαλη galē ‘łasica’ (również somal. gal (warianty: gala, galay, gale) ‘ktoś kto wchodzi lub mieszka’ oraz Galen B. Rathbun (1944–2019), amerykański ekolog behawioralny); somal. geeska ‘róg’.

### Podział systematyczny
Takson wyodrębniony z Elephantulus ponieważ jest bliżej spokrewniony z kladem składającym się z Petrodromus i Petrosaltator. Do rodzaju należą następujące gatunki:
| Grafika | Gatunek              | Autor i rok opisu     | Nazwa zwyczajowa       | Podgatunki         | Rozmieszczenie geograficzne                                                                                                   | Podstawowe wymiary                                | Status IUCN |
| ------- | -------------------- | --------------------- | ---------------------- | ------------------ | --- | ------------------------------------------------- | ----------- |
|         | Galegeeska rufescens | (W.C.H. Peters, 1878) | ryjoskoczek rudawy     | 6 podgatunków      | południowa i wschodnia Etiopia, północna i południowa Somalia, południowo-wschodni Sudan Południowy, Uganda, Kenia i Tanzania | DC: 10,2–19,9 cm DO: 11,1–16,3 cm MC: 47–70 g     | LC          |
|         | Galegeeska revoili   | (Huet, 1881)          | ryjoskoczek somalijski | gatunek monotypowy | endemit Somalii: Somaliland i zachodni Nugal                                                                                  | DC: 12,2–14,8 cm DO: 14,4–16,7 cm MC: brak danych | DD          |

Kategorie IUCN:  LC  – gatunek najmniejszej troski,  DD  – gatunki o nieokreślonym stopniu zagrożenia.